# Cinygma
Cinygma is een geslacht van haften (Ephemeroptera) uit de familie Heptageniidae.

## Soorten
Het geslacht Cinygma omvat de volgende soorten:
- Cinygma dimicki
- Cinygma hekachii
- Cinygma integrum
- Cinygma lyriforme